# Ameide (plaats)

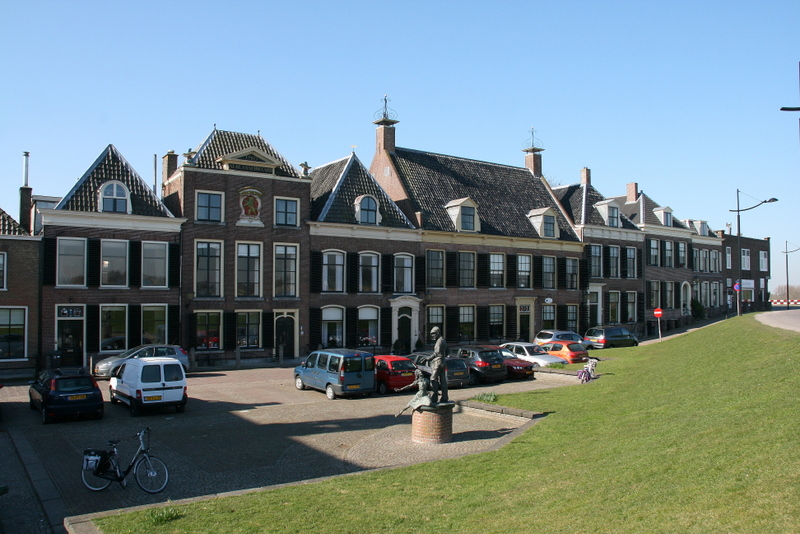
De monumentale Voorstraat. Het tweede pand van links is de voormalige vestiging van het Hoogheemraadschap van de Alblasserwaard.

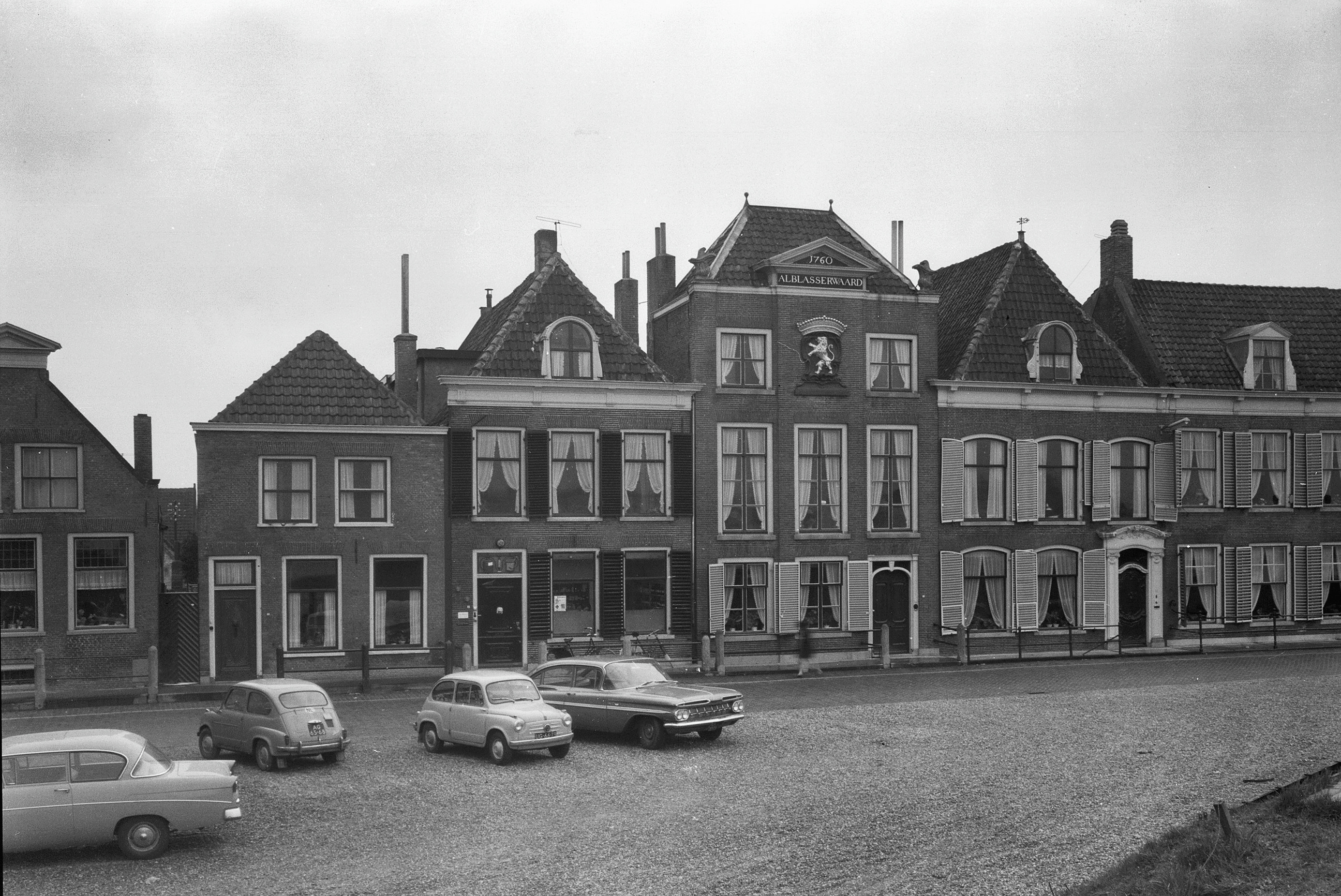
De Voorstraat in 1962

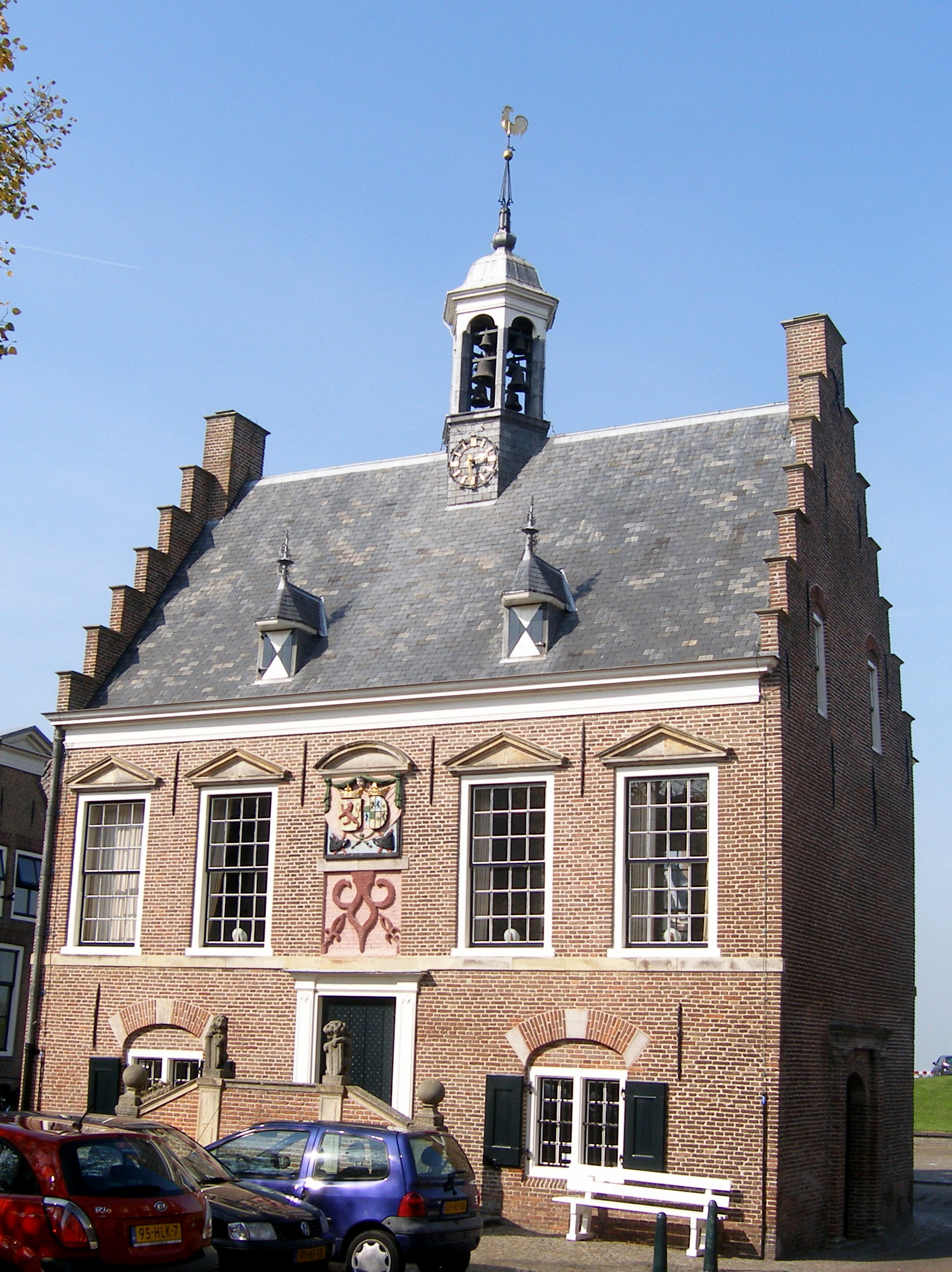
Het oude stadhuis

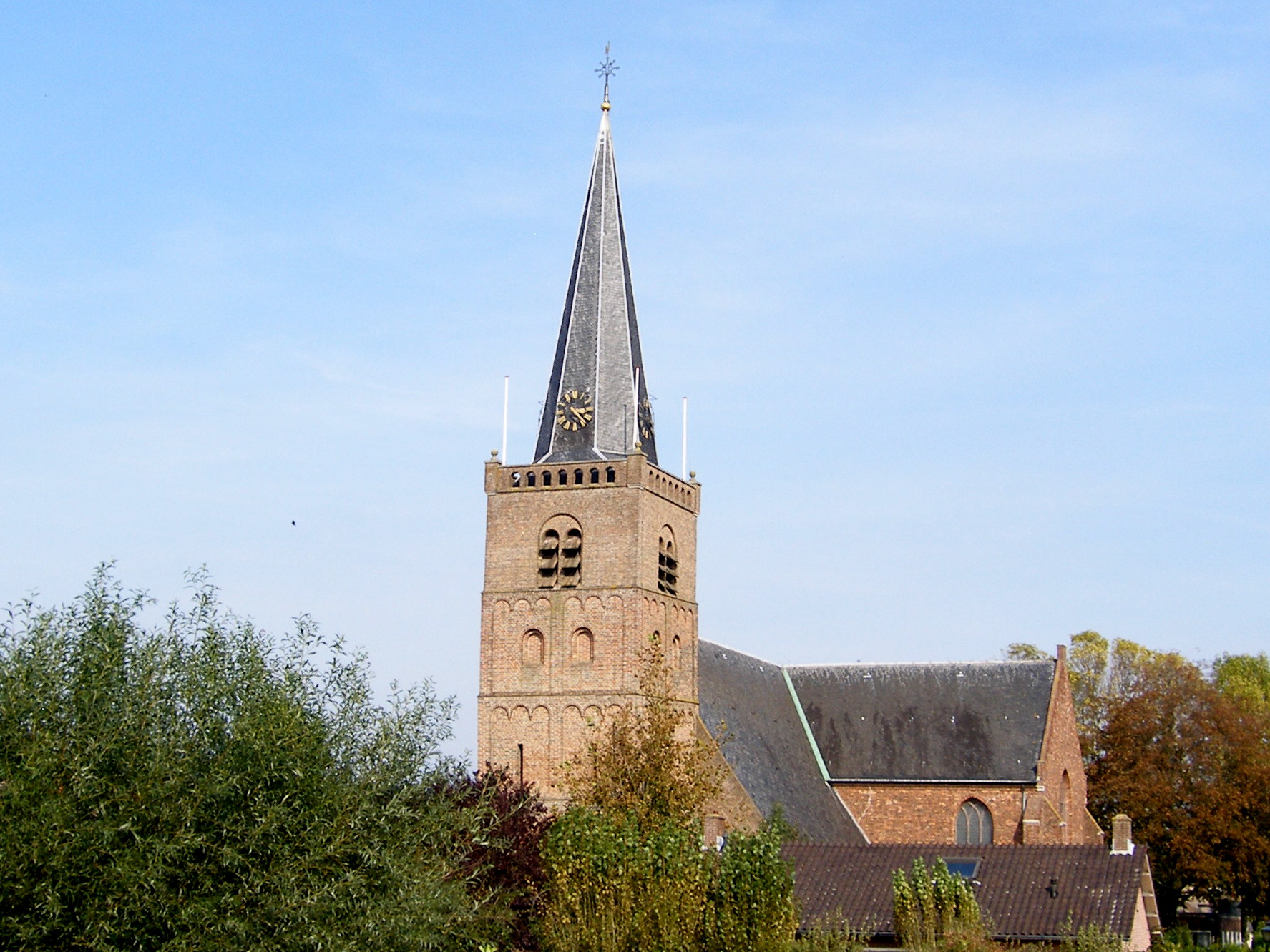
De hervormde kerk

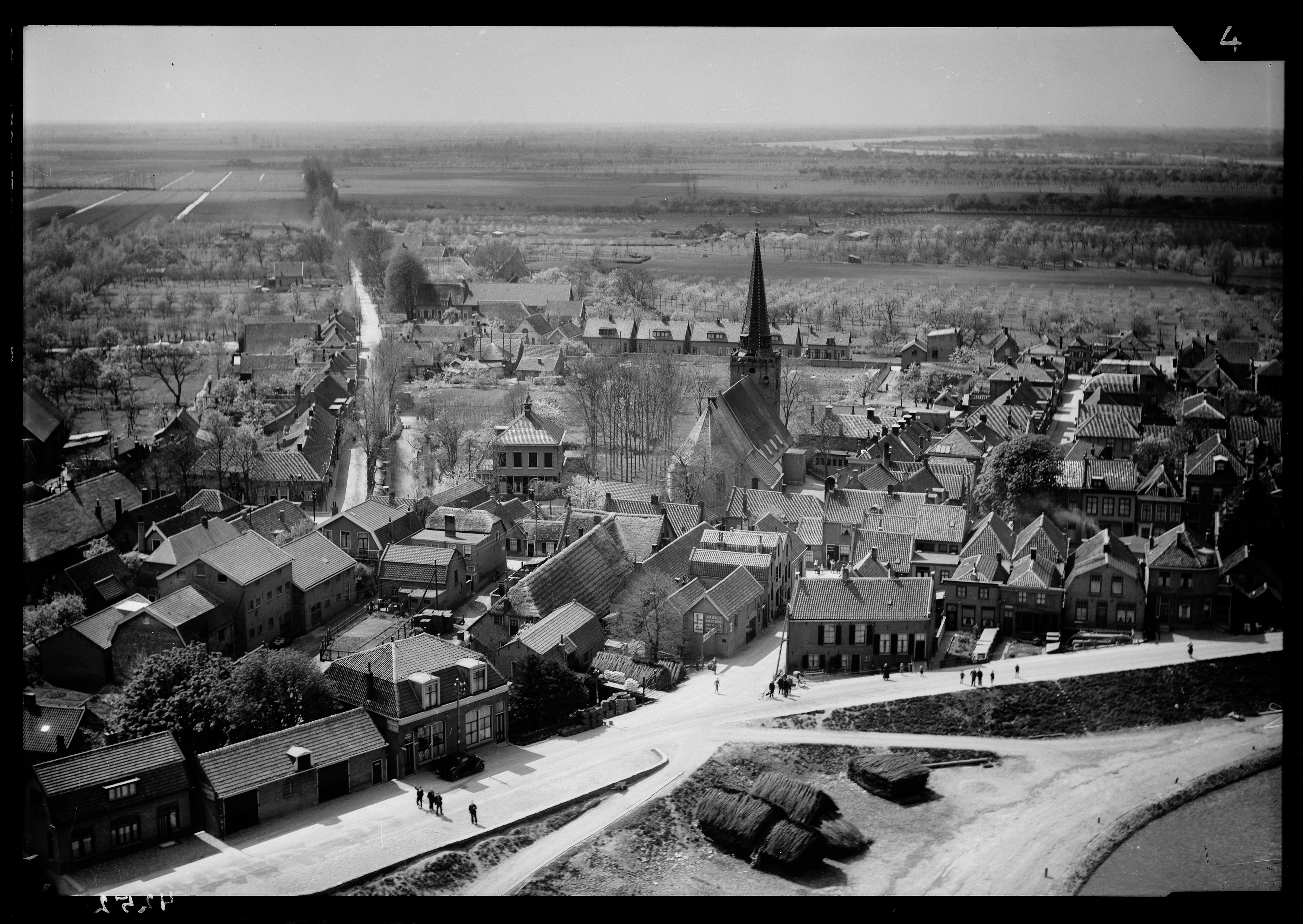
Luchtfoto van Ameide voor de Tweede Wereldoorlog (tussen 1920 en 1940).

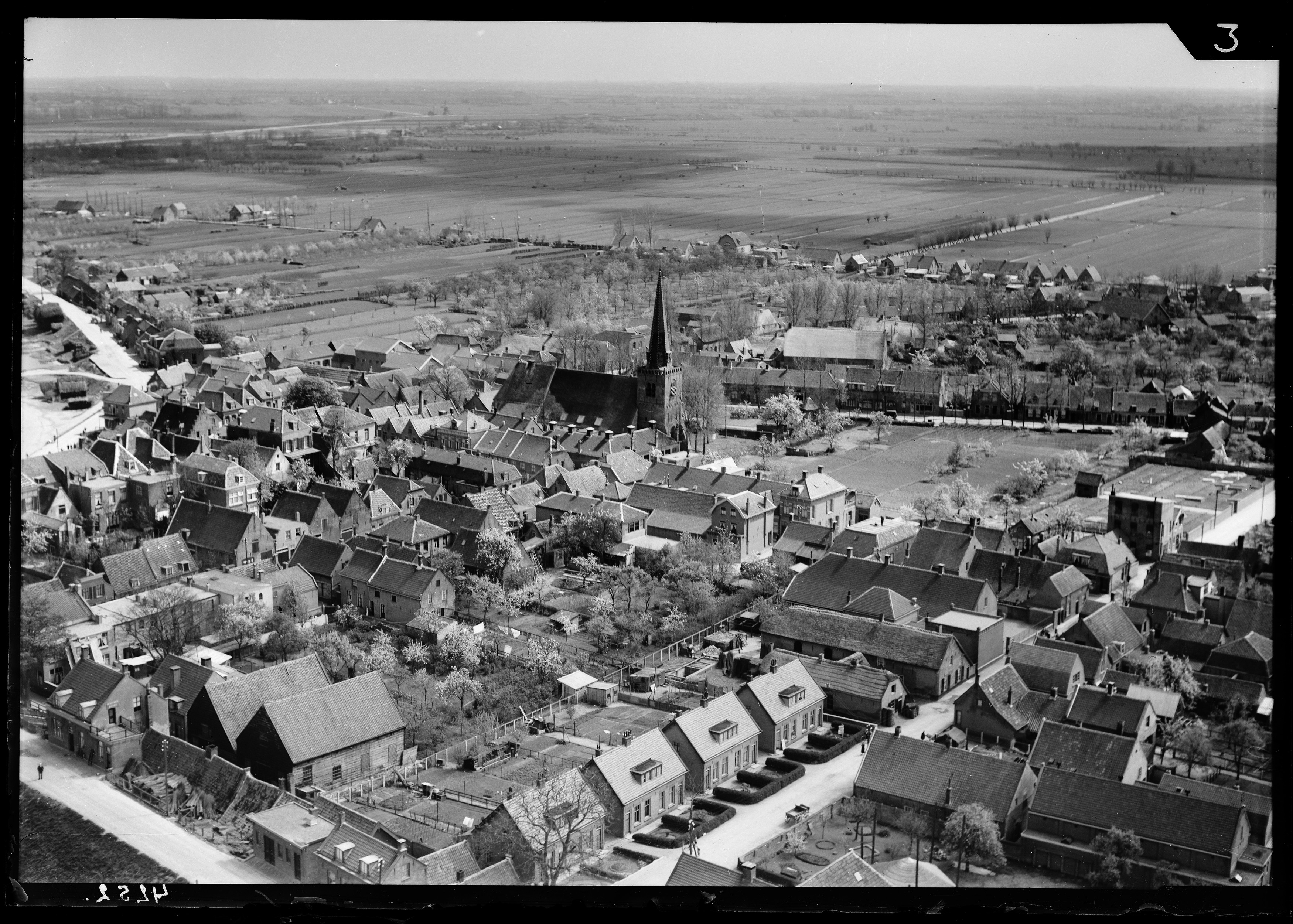
Luchtfoto van Ameide voor de Tweede Wereldoorlog (tussen 1920 en 1940).

Ameide (Alblasserwaards: Termei) is een kleine stad en voormalige gemeente in de gemeente Vijfheerenlanden, in de Nederlandse provincie Utrecht. Het ligt in het noordoosten van de Alblasserwaard en heeft ongeveer 3.955 inwoners (2023). Ameide wordt in het noorden door de rivier de Lek en in het oosten door de Oude Zederik begrensd. Aan de noordwestkant grenst Tienhoven aan de Lek aan Ameide. Ameide en Tienhoven aan de Lek vormen een eenheid binnen de gemeente Vijfheerenlanden. Onderdeel van Ameide is de buurtschap Sluis. Naar alle waarschijnlijkheid is Ameide de oudste nederzetting in de Alblasserwaard en behoorde het tot de oudste steden van Holland.

## Etymologie
De eerste boeren vestigden zich langs het veenriviertje de A, dat uitmondde in de Lek; in het Ingveoons sprak men dan van A-mude (vergelijk plaatsen als Muiden, Leimuiden en Arnemuiden). Door ontronding veranderde dit in Ameide.

## Geschiedenis
De eerste keer dat Ameide in de geschiedenis is vastgelegd is in 1021, in een oorkonde waarin Huis ter Amonde wordt beschreven. Rond 1200 was het gebied rond Ameide geheel ontgonnen. Er werd druk gehandeld in de plaats, die in 1277 stadsrechten kreeg van Floris V, omdat het strategisch gelegen was. Vanwege die strategische positie werd er tussen de graaf van Holland en de bisschop van Utrecht vaak strijd geleverd om de stad, en als gevolg daarvan werden de stadsrechten verschillende keren ontnomen en weer teruggegeven. Door de frequentie van deze gevechten veranderde Ameide regelmatig van eigenaar en kon er zowel vanuit Holland als vanuit Utrecht nauwelijks noemenswaardige invloed worden uitgeoefend. In de praktijk was Ameide dus een zelfstandig staatje. Datzelfde gold ook voor Vianen. Ameide was verbonden met de heerlijkheid Vianen, maar maakte er geen deel van uit. Later kwamen beide steden in handen van de Duitse familie Van Lippe, waardoor Ameide en Vianen daadwerkelijk zelfstandige gebieden werden ten opzichte van Holland en Utrecht. Door de concurrentie van de stad Vianen heeft Ameide nooit groter kunnen worden.

### Heerlijkheid Ameide
Van 1021 tot 1255 was de heerlijkheid Ameide in bezit van de heren van Goor. Tussen 1255 en 1266 moet het  zijn overgegaan op de familie Van Herlaar, die al de kastelen Oud- en Nieuw-Herlaar in Sint-Michielsgestel bezat. In 1298 verkondigde Dirk van Herlaar echter dat zijn Huis Herlaar een open huis van de graaf van Holland was, om in 1312 weer te spreken van een leen van de bisschop van Utrecht. Over het eigendom van de heerlijkheid en het kasteel valt dus te twisten, maar zeker is wel dat het in bezit was van de familie Van Herlaar.
In de 14e eeuw werd de heerlijkheid Ameide verbonden met de heerlijkheid Vianen door het huwelijk van Heilwich van Herlaar met Hendrik II van Vianen.

### Overstromingen
De rivier de Lek heeft een belangrijke rol gespeeld in de geschiedenis van Ameide. Op 24 december 1741 was er een grote dijkdoorbraak nabij Ameide, die ervoor zorgde dat het hele land rondom Ameide onder water kwam te staan. Rond 1744 gebeurde dit weer, echter met minder grote schade dan in 1741.

### Economie
De Lek zorgde ook voor economische activiteit in Ameide, dat in de middeleeuwen en tijdens de Gouden Eeuw een belangrijke overslaghaven was. De welvaart die de stad in die tijd heeft gehad is nog terug te vinden in de vele monumentale panden die de plaats rijk is. De binnenhaven aan de Voorstraat, achter het stadhuis, en de Prinsengracht, de enige echte gracht in Ameide, zijn in het begin van de 20e eeuw gedempt. Van oudsher is de stad gespecialiseerd in de mandenmakerij en andere toepassingen van riet. Tevens is Ameide bekend om de fruitteelt, in het bijzonder kersen. Ameide wordt daarom ook wel de Kersenstad genoemd. Een standbeeld genaamd De Kersenplukker herinnert aan deze voor Ameide zo belangrijke industrie.

### Verwoesting
In 1672 werd Ameide tijdens de Hollandse Oorlog geplunderd en verwoest door Franse troepen. Zij hadden in de nacht van 27 november eerst al de Schans bij Ameide overrompeld.

### Gemeente
Aan de gemeente Ameide werd op 1 januari 1812 de gemeente Tienhoven toegevoegd. Reeds op 1 april 1817 werd Tienhoven weer een zelfstandige gemeente. Per 1 januari 1986 werd Ameide deel van de gemeente Zederik. Op haar beurt werd de gemeente Zederik op 1 januari 2019 heringedeeld in de gemeente Vijfheerenlanden, waarmee Ameide administratief verhuisde van de provincie Zuid-Holland naar de provincie Utrecht.

### Groei
In de 20e eeuw is Ameide verschillende keren uitgebreid met woonwijken en daardoor betrekkelijk fors gegroeid. In de 21e eeuw zijn met name tijdens de economische crisis in korte tijd veel bouwplannen gerealiseerd. Daardoor heeft Ameide een winkelcentrum gekregen en is het dorpshuis vervangen door een multifunctioneel centrum. Tevens is er een volledig nieuw verzorgingstehuis gebouwd op de plek van het oude bejaardentehuis, met daaromheen een nieuwe woonwijk. Door inbreiding is er ook in het oude stadscentrum meer woonruimte gecreëerd. Plannen voor een jachthaven zijn niet van de grond gekomen.

### Waterschap
Van 1277 tot 1985 was het Hoogheemraadschap van de Alblasserwaard en zijn opvolgers in Ameide gevestigd, waarna het werd overgeplaatst naar Gorinchem. In 2005 is dit opgegaan in Waterschap Rivierenland, gevestigd in Tiel.

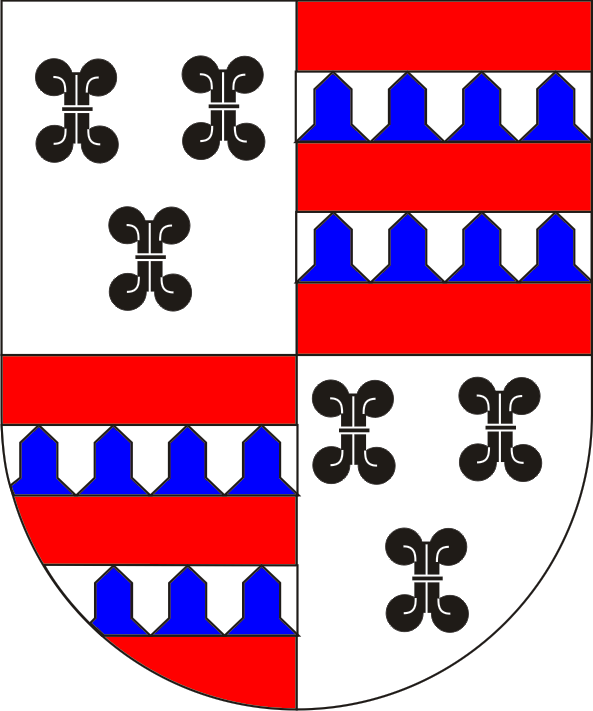
Wapen heren van Vianen en Ameide
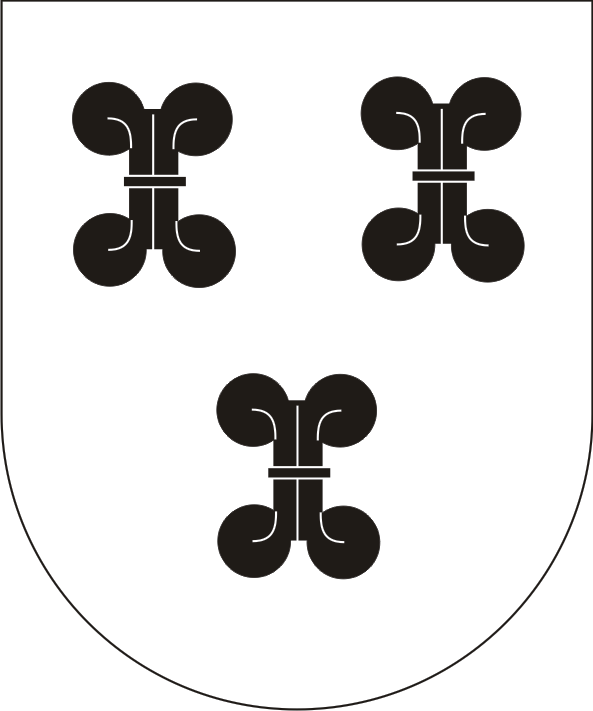
Wapen van Vianen
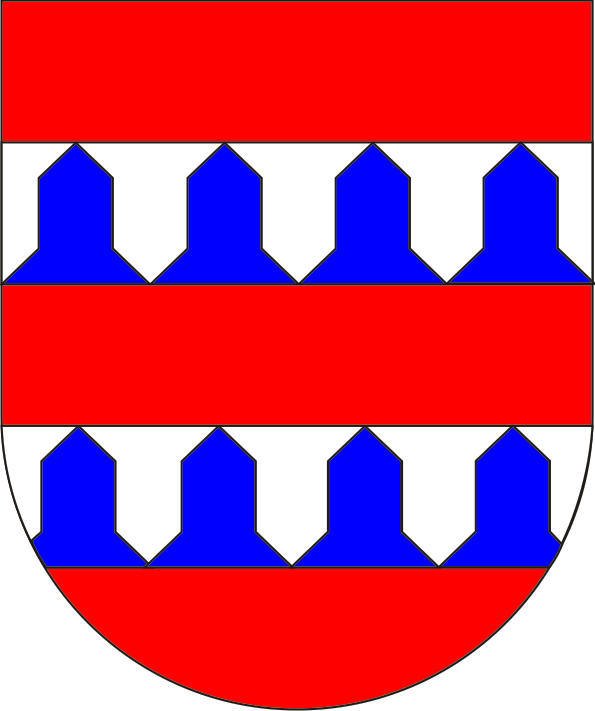
Wapen van Ameide

## Monumenten
Ameide telt dankzij haar geschiedenis als stad relatief veel monumenten. Naast de hervormde kerk uit 1361 (afgebrand in 1953 en heropgebouwd in 1955) en het stadhuis uit 1644 zijn er veel oude woonhuizen, waarvan de oudste dateren uit de 17e eeuw. Ook het monumentale pand van het hoogheemraadschap staat er nog en is aan de voorgevel voorzien van het wapenschild van het hoogheemraadschap. Een deel van Ameide is een beschermd stadsgezicht. De kerk en het stadhuis zijn waarschijnlijk de enige gebouwen die de brandstichting door de Fransen in 1672 hebben overleefd, dankzij onderhandeling door de plaatselijke predikant destijds.
In de kerktoren hangt een 1100 kg zware klok die dateert van 1608. In 1943 is de klok door de Duitse bezetter uit de toren gegooid om omgesmolten te worden tot wapentuig. Samen met vele andere klokken zou deze per schip naar Duitsland gaan, maar het schip is door het ondergronds verzet tot zinken gebracht. Na de oorlog zijn de klokken weer teruggebracht naar de plek waar ze thuishoorden. Zo ook die van Ameide. In 1953 is de klok bij de kerkbrand weer naar beneden gevallen. In 2015 is de klok gerestaureerd en is de schade van 1943 en 1953 gerepareerd. De klok luidt elk half uur en luidt ook voor de aanvang van kerkdiensten, bij uitvaarten en met Nieuwjaar.
Het stadhuis deed vroeger tevens dienst als waag en gevangenis. Het is tegenwoordig in gebruik bij de Historische Vereniging Ameide en Tienhoven en is tevens een populaire trouwlocatie. Het carillon speelt elk kwartier op een kenmerkend deuntje, voorafgaand aan de klokslag van de kerktoren. Op het hele uur worden langere stukken gespeeld, die periodiek afgewisseld worden, soms ook naar aanleiding van speciale gelegenheden of gebeurtenissen.
Geen officieel monument, maar wel een opvallend staaltje industrieel erfgoed was de voormalige meelfabriek. Het hoge gebouw stond direct buiten het stadscentrum. Verschillende historische woonhuizen moesten worden gesloopt voor de bouw van de meelfabriek halverwege de 20e eeuw. Na enkele jaren van leegstand is de fabriek in 2021 gesloopt, om plaats te maken voor enkele woningen die qua bouwstijl aansluiten bij de omliggende historische panden. 

## Paardenmarkt
De paardenmarkt in Ameide wordt al sinds 1657 elk jaar op de 2e donderdag in oktober gehouden. Het recht om de paardenmarkt te organiseren werd gegeven door Hendrik van Brederode op 1 maart 1657. Buiten de paardenkeuringen en paardenshows zijn er nog een braderie en een kermis. De paardenmarkt is driemaal afgelast: in 1953 vanwege de Watersnoodramp en in 2020 en 2021 vanwege de coronacrisis.

## Molencomplex bij Sluis
Rond 1370 is de Oude Zederik gegraven tussen Meerkerk en Sluis. Voor de afwatering daarvan hebben buitendijks zes molens dienstgedaan, die rond 1560 zijn gebouwd. Eén daarvan is in 1635 door ijsgang verwoest, en de andere vijf zijn in het Rampjaar 1672 door de Fransen met de grond gelijk gemaakt. Rond 1740 zijn weer vijf molens gebouwd. In de tweede helft van de 18e eeuw werd de Nieuwe Zederik gegraven, waardoor deze vijf molens niet meer voldoende waren. Binnendijks werden toen nog eens acht molens gebouwd. Samen met de korenmolen van Sluis ontstond er zo een complex van veertien molens, dat minstens zo indrukwekkend moet zijn geweest als het complex in Kinderdijk. De industriële revolutie betekende echter het einde van dit schouwspel. In 1828 werden de meeste van de dertien poldermolens afgebroken en in 1892 vervangen door een stoomgemaal. Alleen binnendijks staat nog anderhalve molen. Buitendijks zijn de molengangen nog zichtbaar, en van de door ijsgang verdwenen molen resteren nog delen van de fundering. 
Sinds 1946 is ook het stoomgemaal buiten werking. Het gebouw verkeert in vervallen staat, en de pijp is verdwenen. De korenmolen van Sluis zou er nu nog hebben gestaan, ware het niet dat een verwoestende brand in 1972 roet in het eten gooide.

## Zouweboezem
De Zouweboezem is een moerassig natuurgebied dat direct tegen Sluis aan ligt. Het gebied was het binnendijkse onderdeel van het voormalige molencomplex. Tegenwoordig is de Zouweboezem een op Europees niveau belangrijke tussenstop voor trekvogels, en het leefgebied van vele andere soorten vogels en waterdieren. Het gebied trekt dan ook veel natuurliefhebbers, vogelaars en wandelaars aan. 's Winters dient de Zederik, die door het gebied stroomt, als ijsbaan voor met name Ameide en Tienhoven. De ijsbaan trekt doorgaans echter ook veel mensen uit Meerkerk en Lexmond.

## Verkeer en vervoer
Lijn 90 van Qbuzz verbindt Ameide overdag met Gelkenes (Schoonhovenseveer) (via Langerak en Nieuwpoort) en Utrecht Centraal, Jaarbeurszijde. 's Avonds rijdt lijn 90 alleen tussen Ameide en Vianen.
Met een klein voetveer genaamd de Overkant kan men naar Lopik varen. Ook de fiets kan daarop meegenomen worden. Voor de doorgewinterde fietser zijn steden als Utrecht, Woerden en Gouda daardoor goed bereikbaar. 's Zomers wordt dan ook veel gebruikgemaakt van het voetveer. Van 1998 tot en met 2001 was Ameide een van de tien tussenstops van een veerdienst tussen Wijk bij Duurstede en Dordrecht, die werd uitgevoerd door draagvleugelboot De Meteoor. Nog eerder voer vanuit Tienhoven een autopont naar de overkant. In zeer strenge winters stak men met auto's de bevroren Lek over.
De dichtstbijzijnde snelweg is de A27 die zowel via Noordeloos als Lexmond bereikt kan worden. Door de Alblasserwaard loopt de N214 die vanuit Ameide met name wordt gebruikt door verkeer richting Dordrecht en Rotterdam.

## Sport en recreatie
Ameide kent een groot aanbod aan sportverenigingen. De grootste daarvan zijn voetbalvereniging VV Ameide en volleybalvereniging AVVA. Ook minder voor de hand liggende vormen van sport zijn vertegenwoordigd door onder meer een postduivenvereniging, hengelsportvereniging en een damclub. 's Winters verzorgt een ijsclub het gebruik van de Zederik als ijsbaan. In 2020 is er een watersportvereniging opgericht. Een weiland buiten de bebouwde kom dient als lierveld voor paragliding.
Op het grondgebied van Tienhoven liggen de voetbalvelden en tennisbanen die gebruikt worden door de betreffende verenigingen. Multifunctioneel centrum Het Spant behelst onder andere een sporthal die eveneens door verschillende verenigingen, maar ook door de scholen wordt gebruikt.
's Zomers is Ameide een toeristische badplaats aan de Lek. Benedendijks liggen verschillende stranden en graspartijen met bankjes. Ook zijn er twee vissteigers langs het water gesitueerd. In Ameide is bovendien een van de eerste TOP's van het Groene Hart geplaatst. In de zomer worden er ook veel speedboten en andere kleine vaartuigen te water gelaten. Mensen komen daarvoor vanuit de wijde omtrek naar Ameide toe, omdat de helling daar een van de meest bruikbare is aan de zuidoever van de Lek. Verder wordt het stadje aangedaan door talloze fietsers en toeren veel mensen per auto over de dijk langs Ameide.
In restaurant In Het Wapen Van Ameide bevindt zich een VVV folderservice. Van daaruit vertrekt ook een stadswandeling door het oude centrum van Ameide. In april 2017 werd het etablissement gesloten.
Verblijfplaatsen moeten vooral buiten Ameide gezocht worden. Direct rondom het stadje, in Tienhoven en Meerkerk, liggen drie grote campings. Iets verder weg, in Lexmond, liggen nog twee andere. Daarnaast zijn er zowel in als buiten Ameide gelegenheden voor Bed-and-Breakfast.

## Evenementen
Naast de historische jaarlijkse paardenmarkt, zijn er in Ameide nog vele andere evenementen. Het grootste evenement dat Ameide kent, is de feestweek die om de vijf jaar in de zomer plaatsvindt. Traditiegetrouw versiert elke buurtvereniging dan haar eigen buurt en sommige mensen decoreren zelf ook hun tuin. Hiervoor worden prijzen uitgeloofd. Tevens worden er voor jong en oud grote en kleine activiteiten georganiseerd. Midden in Ameide staat tijdens de feestweek een feesttent die de hele week voor verschillende doeleinden wordt gebruikt en waarin meestal ook een avond een gerenommeerde Nederlandse artiest optreedt. Daarnaast zijn er ook particuliere initiatieven op het gebied van muziek. Op de zaterdag wordt er een optocht georganiseerd die vergelijkbaar is met een carnavalsoptocht. De week wordt afgesloten met een vuurwerkshow aan de overkant van de Lek, te bewonderen vanaf de dijk. Tijdens de feestweek dient Ameide zoveel mogelijk autovrij te zijn tussen bepaalde tijden. De eerstvolgende feestweek staat gepland voor zomer 2023.
Elk jaar is Koningsdag, voorheen Koninginnedag, aanleiding voor het organiseren van activiteiten. Daarbij worden ook de Nationale Dodenherdenking en Bevrijdingsdag betrokken.
Sinds enkele jaren worden er Septemberfeesten georganiseerd; een meerdaags evenement met concerten en andere muzikale activiteiten. Ook vindt er elke zomer een beachvolleybaltoernooi plaats.
De Stichting Wielerronde Ameide organiseert jaarlijks drie evenementen: een wielerronde voor professionele wielrenners, een dikkebandenrace voor kinderen en een offroadwedstrijd voor mountainbikers.
Sinds 2004 vindt jaarlijks een hardloopwedstrijd plaats in Ameide, de Vijf Mijlenloop. De naam heeft betrekking op de lengte van het looptraject, dat 8 km lang is, wat zo goed als gelijkstaat aan vijf Engelse mijlen. Tevens is er elk jaar een wandelmarathon, de Avond4daagse. Daarbij worden routes van 5 en 10 km aangeboden.
Op Open Monumentendag zijn enkele tot vele monumentale panden opengesteld voor publiek. Het aantal open panden verschilt per jaar. De Grote Kerk en het stadhuis zijn elk jaar open. In het stadhuis kan op die dag bovendien stamboomonderzoek gedaan worden. Soms zijn er ook particuliere initiatieven om het de bezoekers naar hun zin te maken.
Op de laatste zaterdag in mei vindt elk jaar een grote rommelmarkt plaats. Daarnaast is de 2e donderdag van oktober de dag van de jaarlijkse paardenmarkt, waarover onder een apart kopje meer beschreven staat. Op de woensdag voorafgaand aan de paardenmarkt wordt een vrijmarkt gehouden voor en door kinderen. Deze markt heet dan ook de kindermarkt.
Sinds 2002 worden jaarlijks de Zederikdagen georganiseerd, een evenement dat drie zaterdagen in juni bestrijkt. Het evenement omvat allerlei routes binnen de voormalige gemeente Zederik die te voet, te fiets, per paard en wagen, per motor en met oldtimers gevolgd kunnen worden.
Naast evenementen op regelmatige basis vinden er ook andere activiteiten plaats. Ook in de directe omgeving en in de regio wordt veel georganiseerd, waarbij met name Salmsteke, op de noordoever van de Lek ter hoogte van Ameide, een belangrijk evenemententerrein is.

## Onderwijs
Ameide telt drie onderwijsinstellingen:
- Peuterspeelzaal Ot en Sien
- School met de Bijbel De Kandelaar
- Openbare basisschool De Vlindertuin

De laatste twee zijn samen met de bibliotheek gebundeld in de Brede School.

## Religie
Ameide telt drie kerken:
- Christelijke Gereformeerde Kerk
- Gereformeerde Kerk (PKN)
- Nederlandse Hervormde Kerk (PKN)

## Geboren in Ameide
- Adrianus François Goudriaan (1768-1829), Inspecteur-Generaal van Waterstaat onder Koning Willem I
- Cornelis Borsteegh (1773-1834), kunstschilder, illustrator en stadstekenmeester van Gouda
- Adrianus Paulus Huibertus Antonie de Kleijn (1836-1900), bestuurder, onder meer burgemeester van Ameide en Tienhoven
- Wim van der Grijn (1946), acteur
- Erik de Kruijk (1985), voetballer
- Matthyas het Lam (1995), youtuber

## Woonachtig geweest in Ameide
- Nicolaas Perk (1731-1804), chirurgijn in Ameide en burgemeester van Ameide en Tienhoven;
- Nico Jesse (1911-1976), huisarts in Ameide en internationaal gerenommeerd fotograaf, deelnemer aan The Family of Man.

## Trivia
- De eerste spoorlijn van Nederland werd in 1839 tussen Amsterdam en Haarlem aangelegd door de aannemer M.L. Plooster uit Ameide.[11]
- M.L. Plooster was ook verantwoordelijk voor de inpoldering van de polder Eijerland op Texel. De Ploosterstraat in De Cocksdorp is naar hem vernoemd.[12]
- De grote restauraties van het Rijksmuseum in Amsterdam en het Mauritshuis in Den Haag zijn gedaan door Koninklijke Woudenberg B.V. dat sinds de oprichting in 1887 gevestigd is in Ameide.[13]
- Bij de inlijving van het Koninkrijk Holland in Frankrijk ging het gerucht dat Napoleon via de dijk Ameide zou aandoen bij zijn kennismakingstocht door het nieuwe Franse gebiedsdeel. Napoleon koos echter een andere route. Een houten plank met de tekst Vive l'Empereur (Leve de Keizer) hangt nog in het stadhuis.
- C.W. Luijendijk, van 1924 tot 1956 burgemeester van Ameide en Tienhoven, was in 1935 de eerste burgemeester van Nederland met een vliegbrevet. Ook was hij in 1936 initiatiefnemer van de jaarlijkse Ameide-vlucht, een vliegwedstrijd van Schiphol via Ypenburg naar Ameide en weer terug. Wanneer met deze wedstrijd is gestopt, is niet duidelijk.[14] De wedstrijd is in ieder geval tot en met 1951 jaarlijks georganiseerd.[15]
- De winkelketen Anna van Toor is in 1918 in Ameide opgericht. Vanwege de economische crisis heeft de vestiging in Ameide echter de deuren moeten sluiten.
- Sinds 2009 bevindt zich in Ameide het enige handmatig bespeelbare waterorgel van Nederland.